# Archibald Acheson, IV conte di Gosford
Archibald Brabazon Sparrow Acheson, IV conte di Gosford (Worlingham, 19 agosto 1841 – Londra, 11 aprile 1922), è stato un nobile irlandese.

## Biografia
Acheson nacque a Worlingham Hall, nel Suffolk, figlio di Archibald Acheson, III conte di Gosford, e di sua moglie, Lady Theodosia Brabazon, figlia di John Brabazon, X conte di Meath.
Dopo aver frequentato la Harrow School, nel 1864 suddette alla contea dopo la morte del padre.

## Carriera
Fu Lord of the Bedchamber di Edoardo VII (1886-1901), e portò lo scettro d'avorio della regina consorte all'incoronazione di Edoardo VII. Divenne vice ammiraglio dell'Ulster e prese posto nella Camera dei lord. Fu Lord luogotenente di Armagh (1883-1920) e servì come Vice-Ciambellano della Casa della regina Alessandra dal 1901.
Fu colonnello onorario del 3º battaglione dei Royal Irish Fusiliers dal 1899.

## Matrimonio
Sposò, il 10 agosto 1876, Lady Louisa Montagu (1856-3 marzo 1944), figlia di William Montagu, VII duca di Manchester. Ebbero cinque figli:
- Archibald Acheson, V conte di Gosford (26 maggio 1877-20 marzo 1954);
- Lady Alexandra Louise Elizabeth Acheson (1878-21 gennaio 1958), sposò il tenente colonnello William Frederick Stanley, ebbero tre figli;
- Lady Mary Acheson (1881-?), sposò Robert Arthur Ward, ebbero due figli;
- Lady Theodosia Louisa Augusta Acheson (1882-16 ottobre 1977), sposò Alexander Cadogan, ebbero quattro figli;
- Patrick George Edward Cavendish Acheson (30 giugno 1883-30 agosto 1957), sposò Norah Wiseman Jones, ebbero tre figli.

## Morte
Gosford morì a Londra nel 1922, all'età di 80 anni, e fu cremato al Golders Green Crematorium.